# Asplanchna sieboldi
Asplanchna sieboldi ist eine Art der Gattung Asplanchna aus dem Stamm der Rädertierchen.

## Beschreibung

### Weibchen
Die Tiere werden 500–2500 µm groß. Ihr Eierstock ist bandförmig und auf der Innenseite der Kieferklauen befindet sich jeweils ein Zahn. Die Magendrüsen sind belappt und das zurückgebildete Räderorgan besteht aus 40 Wimpernflammen.

### Männchen
Die Männchen sind wie bei allen Asplanchnen klein und bestehen fast nur aus ihrem Hoden.

## Lebensraum
Die Tiere sind vor allem im Sommer in vielen sauberen Gewässern als Plankton zu finden.